# کلیسای هاکوب مقدس، کاناکر
کلیسای هاکوب مقدس (ارمنی: Սուրբ Հակոբ Եկեղեցի; انگلیسی: Saint Hakob Church) یک کلیسا متعلق به کلیسای حواری ارمنی واقع در ناحیه کاناکر زیتون در شهر ایروان، پایتخت جمهوری ارمنستان می‌باشد. ساخت و ساز این ساختمان در سال ۱۶۷۹ میلادی؛ به پایان رسید. این بنا به سبک معماری ارمنی طراحی شده‌است.